# 코원 D2
코원 D2(Cowon D2)는 코원시스템이 디자인하고 판매하는 포터블 미디어 플레이어이다. 2006년 12월 5일 출시된 D2는 터치스크린을 주요 네비게이션 수단으로 사용하는 코원 최초의 휴대용 미디어 플레이어이다. 이후 중단되었다.

## D2+
2009년 2월 23일, 코원은 향상된 사용자 인터페이스와 업데이트된 사운드 효과를 갖춘 D2의 업데이트 버전인 D2+의 출시를 발표했다. 새로운 케이스 디자인이 특징이지만 하드웨어를 제외하면 대부분 동일하므로 새로운 D2+ 인터페이스를 원래 D2에 포팅할 수 있다.